# Mycodiplosis inimica
Mycodiplosis inimica är en tvåvingeart som först beskrevs av Fitch 1861.  Mycodiplosis inimica ingår i släktet Mycodiplosis och familjen gallmyggor.
Artens utbredningsområde är New York. Inga underarter finns listade i Catalogue of Life.